# Municipio de Viking (Dakota del Sur)
El municipio de Viking (en inglés: Viking Township) es un municipio ubicado en el condado de Perkins en el estado estadounidense de Dakota del Sur. En el año 2010 tenía una población de 12 habitantes y una densidad poblacional de 0,09 personas por km².

## Geografía
El municipio de Viking se encuentra ubicado en las coordenadas 45°53′40″N 102°45′33″O / 45.89444, -102.75917. Según la Oficina del Censo de los Estados Unidos, el municipio tiene una superficie total de 134.37 km², de la cual 134,12 km² corresponden a tierra firme y (0,19 %) 0,25 km² es agua.

## Demografía
Según el censo de 2010, había 12 personas residiendo en el municipio de Viking. La densidad de población era de 0,09 hab./km². De los 12 habitantes, el municipio de Viking estaba compuesto por el 100 % blancos. Del total de la población el 0 % eran hispanos o latinos de cualquier raza.